# 中野統括センター
中野統括センター（なかのとうかつセンター）は、東日本旅客鉄道（JR東日本）首都圏本部の駅・運転士・車掌を所管する組織である。
2024年10月1日に中野営業統括センター、中野電車区、中野車掌区を統合して発足。

## 所管

### 駅
- 中野駅 - 所長所在駅
- 東中野駅★
- 高円寺駅
- 阿佐ケ谷駅
- 荻窪駅
- 西荻窪駅

★: JR東日本ステーションサービスに業務委託

### 乗務ユニット

#### 中野南乗務ユニット
- 中野駅近傍に設置（旧中野電車区）
- 担当線区（運転士）
  - 中央・総武緩行線 - 千葉駅 - 三鷹駅間（東京メトロ東西線直通列車を含む）
- 中野乗務構内（旧中野電車区構内）の管理

#### 中野北乗務ユニット
- 中野駅近傍に設置（旧中野車掌区）
- 担当線区（車掌）
  - 中央・総武緩行線 - 千葉駅 - 三鷹駅間（東京メトロ東西線直通列車を含む）

## 歴史
- 2022年7月1日 - 中野営業統括センター（中野、高円寺、阿佐ケ谷、荻窪、西荻窪各駅の統合）が発足。
- 2024年10月1日 - 中野営業統括センター、中野電車区、中野車掌区を統合して中野統括センター発足。中野営業統括センター、中野電車区、中野車掌区を廃止する。

| スタブアイコン | サブスタブ | この項目は、まだ閲覧者の調べものの参照としては役立たない、鉄道に関連した書きかけの項目です。この項目を加筆・訂正などしてくださる協力者を求めています（P:鉄道/PJ:鉄道）。 |